# Aplousobranchia
Aplousobranchia es un suborden de ascidias tunicados del orden Enterogona. Son animales coloniales, y se distinguen de otras ascidias por la presencia de cestas faríngeas relativamente simples. Esto proporciona la etimología de su nombre: en griego antiguo, ά.πλοος-ους significa "simple". La parte posterior del abdomen contiene el corazón y las gónadas, y es típicamente más grande que en otros ascidias. 

## Familias
Suborden Aplousobranchia
- Familia Clavelinidae
- Familia Didemnidae
- Familia Euherdmaniidae
- Familia Hexacrobylidae
- Familia Holozoidae
- Familia Polycitoridae
- Familia Polyclinidae
- Familia Protopolyclinidae
- Familia Pseudodistomidae
- Family Pycnoclavellidae
- Family Ritterellidae
- Family Stomozoidae